# Provincie Zaragoza
Provincie Zaragoza (španělsky a aragonsky Provincia de Zaragoza) je jednou z provincií Španělska a co do rozlohy největší provincií autonomního společenství Aragonie.
Jsou zde soustředěny tři čtvrtiny obyvatel Aragonie, většina z nich navíc obývá metropolitní oblast Zaragozy. Ostatní sídla jsou mnohem menší, druhé místo zaujímá s velkým odstupem Calatayud.
Sousedí s provinciemi Lleida, Tarragona, Teruel, Guadalajara, Soria, Huesca a se společenstvími La Rioja a Navarra.
Provincie Zaragoza má rozlohu 17 274 km². Je tvořena 293 obcemi a třemi menšími místními entitami/entidades locales menores. Počet obyvatel je přibližně 984 tisíc a hustota populace 56 obyv./km². Město Zaragoza je hlavním městem stejnojmenné provincie a Autonomního společenství Aragonie. Jižní a západní část provincie patří k Iberskému pohoří a leží zde nejvyšší bod pohoří, hora Moncayo, a jejich severní konec dosahuje k předhůří Pyrenejí. Řeka Ebro protéká provincii od západu k východu.

## Comarky
| Název                  | Hlavní město              |
| ---------------------- | ------------------------- |
| Aranda                 | Illueca                   |
| Bajo Aragón-Caspe      | Caspe                     |
| Campo de Belchite      | Belchite                  |
| Campo de Borja         | Borja                     |
| Campo de Cariñena      | Cariñena                  |
| Campo de Daroca        | Daroca                    |
| Cinco Villas           | Ejea de los Caballeros    |
| Comunidad de Calatayud | Calatayud                 |
| Ribera Alta del Ebro   | Alagón                    |
| Ribera Baja del Ebro   | Quinto                    |
| Tarazona y el Moncayo  | Tarazona                  |
| Valdejalón             | La Almunia de Doña Godina |
| Zaragoza               | Zaragoza                  |

Následující comarky, jejichž centrum leží v provincii Huesca, zahrnují některou z obcí provincie Zaragoza:
Bajo Cinca: Mequinenza.
Hoya de Huesca: Murillo de Gállego a Santa Eulalia de Gállego.
Jacetania: Artieda, Mianos, Salvatierra de Esca y Sigüés.
Monegros: La Almolda, Bujaraloz, Farlete, Leciñena, Monegrillo a Perdiguera

## Symboly provincie

### Znak
Čtvrcený štít, 1) ve zlatě zelený dub, převýšený červeným řeckým křížem (Sobarbe); 2) v modrém stříbrný tlapatý kříž ve volné čtvrti; 3) kříž svatého Jiří, provázený čtyřmi hlavami mouřenínů; 4) Aragonsko. Přes všechno oválný zlatý štítek se stříbrným sloupem, na něm červený kříž svatého Jakuba (symbolizuje Matku Boží na Sloupu, patronku Španělska).
Znak byl schválen Královskou akademií historie r. 1921, pozměněn plenárním zasedáním z 24. července 1939, schválen Královskou akademií 1. března 1940.

### Symbol
Podle elektronické konference Flags of the World má provincie od nepaměti bílou vlajku se svatojiřským křížem bez znaku.